# Cosmos Sterrenwacht
Cosmos Sterrenwacht is een sterrenwacht op een van de donkerste plekken van Nederland, in Lattrop bij Denekamp, in het noordoosten van Twente. Het omvat ook een planetarium.